# Ash Street
Ash Street är en by (hamlet) i Suffolk, östra England. Byn nämndes i Domedagsboken (Domesday Book) år 1086, och kallades då Asce.